# رانندگی در خلاف جهت

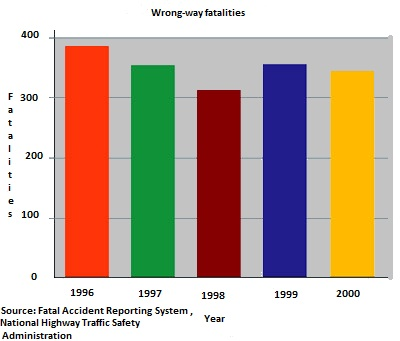
مرگ و میر ناشی از رانندگی در جهت خلاف در ایالات متحدهاز سال ۱۹۹۶ تا سال ۲۰۰۰.

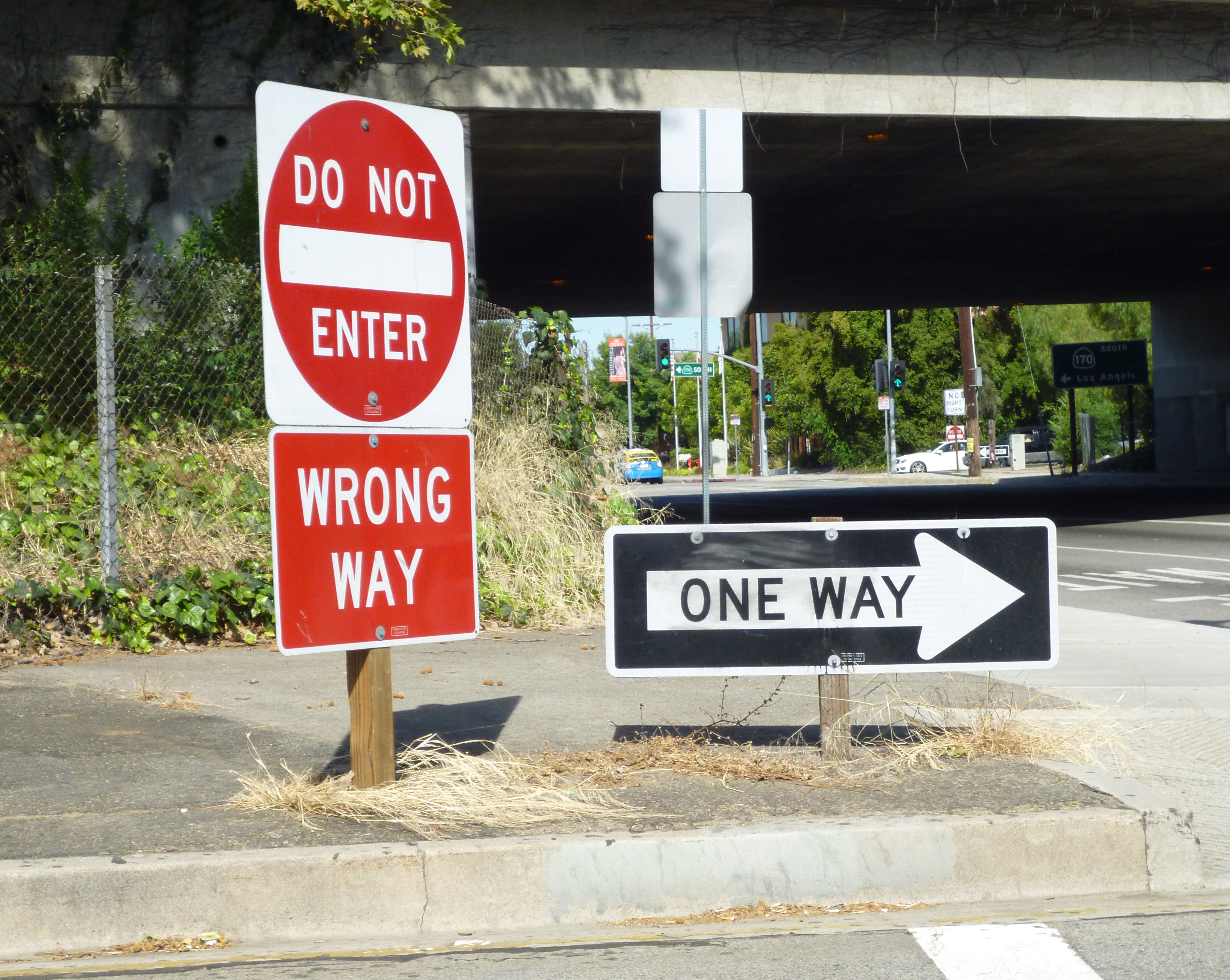
استفاده از نشانه «راه نادرست» برای باز نگه داشتن رانندگان از رانندگی در جهت خلاف..

رانندگی در خلاف جهت یا رانندگی در جهت خلاف  (WWD) عمل رانندگی یک وسیله نقلیه موتوری در جهت مقابل جهت ترافیک یک مسیر است. رانندگی در خلاف جهت می‌تواند در مسیرهای یک طرفه یا دوطرفه روی دهد و در محل جاده یا جاهایی مانند کوچه و پارکینگ باشد. .
در جاده های کنترل شده  به ویژه در آزادراهها رانندگی خلاف جهت  یک مشکل جدی است چرا که به دلیل سرعت های بالا معمولاً امکان شاخ به شاخ شدن و آسیب شدید وجود دارد. در ایالات متحده حدود ۳۵۵ نفر کشته در هر سال در تصادفات ناشی از رانندگی در جهت اشتباه در بزرگراهها گزارش می شود.